# Tiếng Slovak
Tiếng Slovak (/ˈsloʊvæk, -vɑːk/ SLOH-va(h)k; endonym: slovenčina [ˈslɔʋentʂina] hoặc slovenský jazyk [ˈslɔʋenskiː ˈjazik]), là ngôn ngữ trong nhóm ngôn ngữ Tây-Slav thuộc hệ Ấn-Âu (cùng nhóm với tiếng Séc, tiếng Ba Lan và Tiếng Serbia-Croatia).
Có hơn 6 triệu người trên thế giới dùng tiếng Slovak, trong đó tại Slovakia có khoảng 4,5 - 5 triệu người. Tại các quốc gia khác, con số đó (số người Slovak ở nước ngoài/ số kiều dân Slovak biết nói tiếng Slovak) theo thống kê chính thức của các cộng đồng kiều dân Slovak và các cơ quan ngoại giao năm 2000-2001 như sau:
- Hoa Kỳ 1.200.000 / 821.325
- Cộng hòa Séc 350.000 / 183.749
- Hungary 110.000 / 17.693 (nhưng có đến 68 852 người biết dùng tiếng Slovak)
- Canada 100.000 / 50.860
- Serbia 60.000 / 59.021
- Ba Lan 47.000 / 2.000* – * thông tin còn tranh cãi
- România 18.000 / 17.199
- Ukraina 17.000 / 6.397
- Cộng hòa Áo 10.234 / 10.234
- Croatia 5.000 / 4.712

và các nước khác. Tổng số người có gốc Slovak ở nước ngoài vào năm 2001 là 2.016.000.

## Lịch sử ngôn ngữ viết Slovak

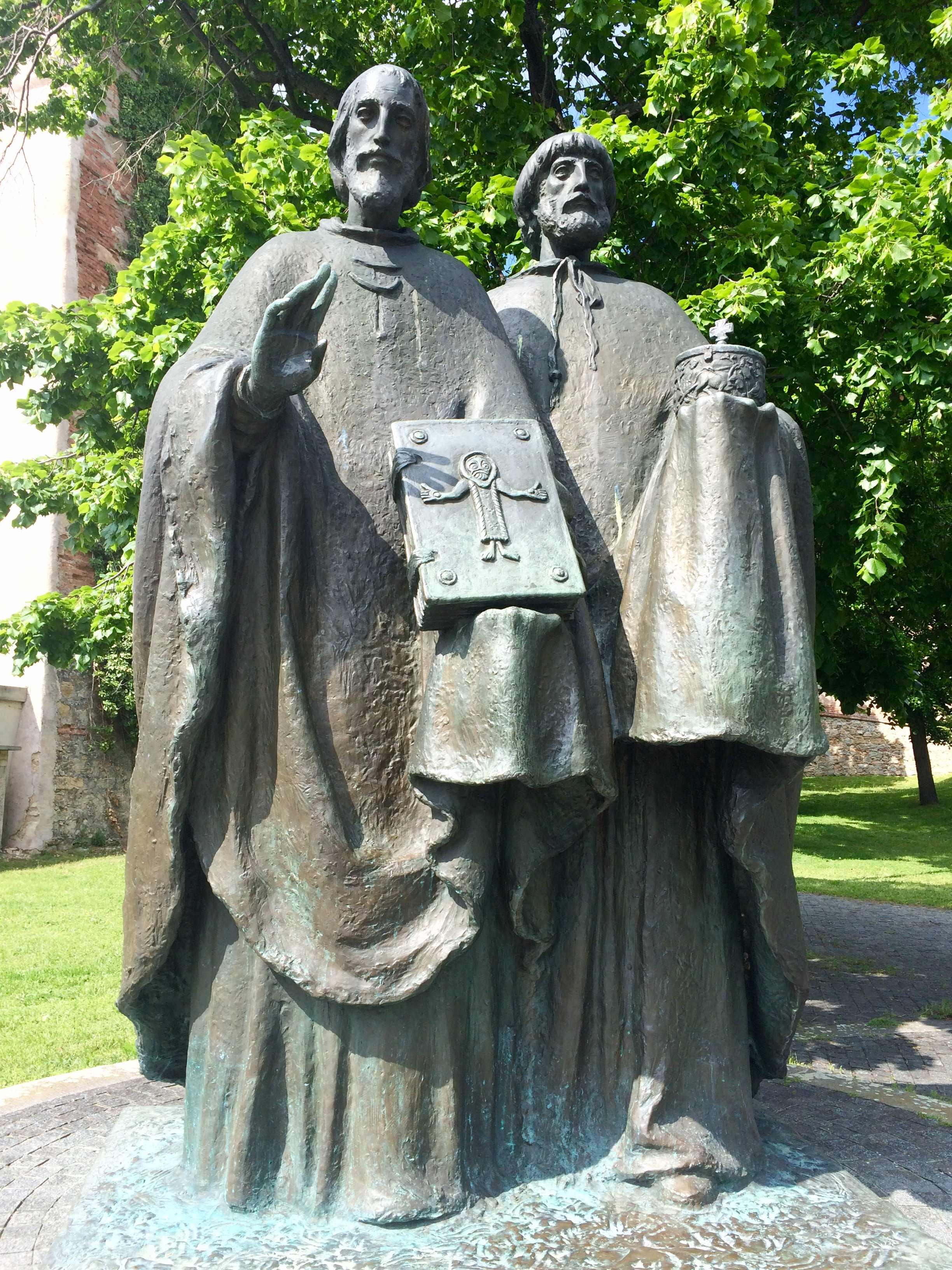
Tượng hai thánh Konstantin và Metod, hai anh em xứ Solun mang đến chữ viết cho dân tộc Slovak vào thế kỷ thứ IX là một trong những biểu tượng của văn hóa Slovakia. Hai ông đã có thời ở Nitra. Trên ảnh: bộ tượng đồng của nữ tác giả Ľudmila Cvengrošová, lắp đặt vào năm 1990 dưới chân lâu đài Nitra. Konstantin- tên thánh là Cyril, đang tụng niệm, cầm quyển sách mang ảnh đức chúa theo kết quả khai quật và Metod cầm hộp châu báu pyxida của Rôma

### Người Slovak cổ đại
Vào thời gian giữa hai thế kỷ IV-VI, người Slav cổ xưa đã sinh sống lan rộng ra các vùng nam, trung và đông Châu Âu. Các nhà văn cổ đại gọi họ là người Vened hay người Vinid. Đầu thế kỷ thứ IX, sau khi thoát khỏi ách đô hộ của người Avar, các lãnh chúa (tiếng Slovak: knieža) chiếm các miền đất lớn lập nên những nền tảng đầu tiên cho đất nước Tây Slav, về sau vua Konstantin Porfygenetos gọi là Vương quốc Đại Morava.

### Konstantin và Metod
Vào khoảng năm 830 người Slav đón nhận Công giáo vào lãnh thổ Morava và Nitra. Các lãnh chúa luôn đánh chiếm nhau để giành quyền cai trị, các giám mục Công giáo người nước ngoài cũng lợi dụng việc truyền đạo để chiếm đất của Đại Morava. Với mục đích xây dựng nhà nước vững mạnh và độc lập, lãnh chúa Ratislav (846-870) yêu cầu Roma đào tạo giáo chức riêng cho giáo phận Morava. Đến 863 Đế quốc Byzantine mới chấp nhận cho hai anh em Konstantin và Metod người Solun hiểu tiếng người Slav miền Macedonia đến truyền đạo. Trên cơ sở ký tự Hy Lạp hai ông lập nên chữ Slav để dạy chữ, ngữ pháp, âm nhạc và đạo Công giáo. Sau khi Konstantin mất năm 869, Metod nhận chức làm tổng giám mục vùng Morava-Panon.

### Thánh ngữ

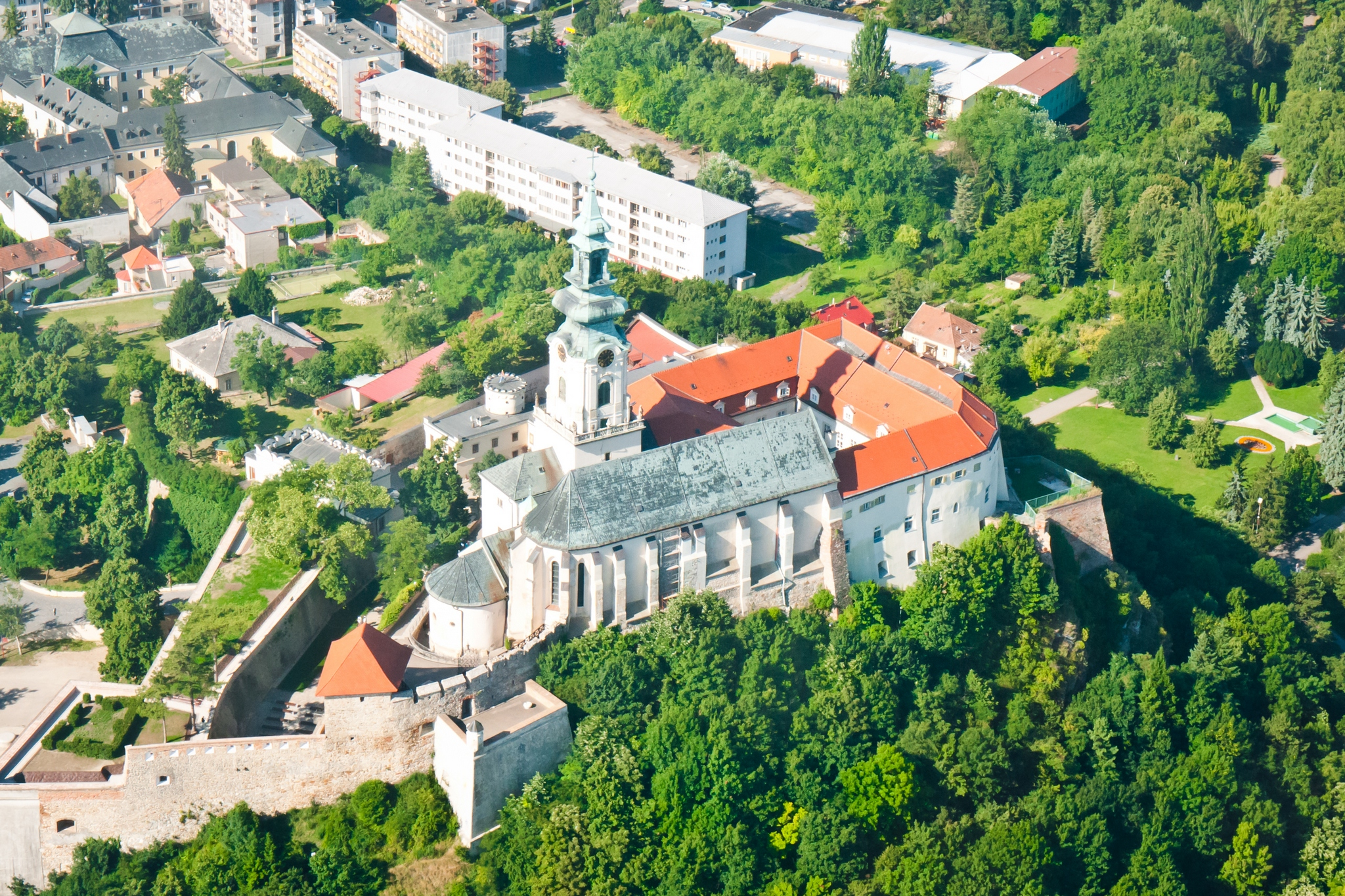
Lâu đài thành phố Nitra, một trong những trung tâm chính của nước Đại Morava vào khoảng thế kỷ thứ 9

Sau khi Đại Morava tan rã, tiếng Latin trở thành ngôn ngữ chính của Đế quốc Áo-Hung đến nửa thế kỷ XIX và cũng trong thời kỳ này, mối quan hệ văn hóa hai dân tộc Séc và Slovakia vẫn bền vững. Người Slovak được học ở Đại học Praha sau khi thành lập vào năm 1348. Tiếng Séc gia nhập vào Slovakia nhờ các phong trào khởi nghĩa Husit lan rộng vào thể kỷ 15. Tiếng Séc dùng để dịch sách giảng đạo, được dùng ở Slovakia như ngôn ngữ chính thức nên còn được gọi là thánh ngữ. Các yếu tố Slovak dần thâm nhập vào thánh ngữ này.
Trước thế kỷ XI, người Slovak vẫn nói bằng tiếng Slovak của mình, nhưng phải viết bằng ký tự La Tinh hay chữ Séc. Vào thế kỷ XVI đến XVIII, các học giả Slovak như Vavrinec Benedikt xứ Nedožier, Benedikt Szőllősi, Daniel Sinapius Horčička, Matej Bel đề cao âm điệu, sự trong sạch, phong phú của tiếng Slovak và quyết tâm nâng cao tiếng Slovak từ hình thức nói sang hình thức viết.

### Tiếng Slovak hiện đại
Anton Bernolák lần đầu tiên xây dựng tiếng Slovak chuẩn vào năm 1787, củng cố hệ thống chính tả, khởi đầu quy tắc ngữ pháp và từ điển. Tiếng Slovak ngày nay được thế hệ ngôn ngữ Stur (tiếng Slovak: Štúr, đọc là Sờ-tu-rờ) bao gồm Ľudovít Štúr, Jozef Miloslav Hurban a Michal Miloslav Hodža đưa ra năm 1843 trong cuộc họp quy định tiếng Slovak chuẩn trên cơ sở tiếng Slovak cổ. Cải cách ngôn ngữ Slovak của Stur nhanh chóng nảy nở và được dùng đến ngày nay sau một số sửa đổi.
Trong quá trình hoàn thiện tiếng Slovak hiện đại có lẽ phải kể đến cả:
- Martin Hattala, người xây dựng ngữ pháp tiếng Slovak một cách khoa học và cho xuất bản với tên Krátka mluvnica slovenská năm 1852 (Lý thuyết tiếng Slovak ngắn gọn).
- Samo Czambel, hoàn thành bản viết tay về ngôn ngữ viết Slovak vào năm 1902.

Các luật chính tả tiếng Slovak đầu tiên xuất bản năm 1931 (cuốn sách Pravidlá slovenského pravopisu).

## Bảng chữ cái
Xem chi tiết ở bài Bảng chữ cái tiếng Slovak
Chữ cái in hoa:
A, Á, Ä, B, C, Č, D, Ď, DZ, DŽ, E, É, F, G, H, CH, I, Í, J, K, L, Ĺ, Ľ, M, N, Ň, O, Ó, Ô, P, Q, R, Ŕ, S, Š, T, Ť, U, Ú, V, W, X, Y, Ý, Z, Ž.
Chữ cái in thường:
a, á, ä, b, c, č, d, ď, dz, dž, e, é, f, g, h, ch, i, í, j, k, l, ĺ, ľ, m, n, ň, o, ó, ô, p, q, r, ŕ, s, š, t, ť, u, ú, v, w, x, y, ý, z, ž.
- Bảng chữ cái tiếng Slovak được viết bằng ký tự La Tinh, dùng kết hợp với các dấu riêng: dấu mềm (tiếng Slovak: mäkčeň) ˇ, dấu đọc kéo dài, dấu dài (tiếng Slovak: dĺžeň) ´, dấu hai chấm (tiếng Slovak: dvojbodka) ¨ và dấu mũ (tiếng Slovak: vokáň) ^.
- Chữ cái tiếng Slovak bao gồm các nguyên âm đơn, nguyên âm đôi và các phụ âm.
- Âm điệu trong tiếng Slovak là một trong những điểm đặc trưng và niềm tự hào của những người dùng ngôn ngữ này. Việc phát âm không chính xác chiều dài âm tiết trong tiếng Slovak có thể thay đổi nghĩa của từ hay câu. Ví dụ: zástavka là "lá cờ nhỏ" và zastávka là "trạm xe", sud là "cái thùng" và súd là "tòa án", pichá là "đâm" và pýcha là "kiêu hãnh".

Một đặc điểm âm điệu trong tiếng Slovak là nhái âm. Nhái âm (tiếng Slovak: spodobovanie) là hiện tượng trong tiếng Slovak khi hai phụ âm nằm liền nhau: phụ âm hữu thanh với phụ âm vô thanh, hay phụ âm vô thanh bên cạnh phụ âm hữu thanh; sự phát âm phụ âm đứng trước bị phụ âm thứ hai tác động làm cho phụ âm đứng trước phát âm thành phụ âm thứ hai trong cặp chữ nhái âm. Hiện tượng này chỉ tồn tại ở hình thức nói.

## Chính tả

### Quy tắc viết chữ cái ä
Trong tiếng Slovak nguyên âm ä chỉ nằm sau các phụ âm b, m, p, v trong ở một số từ.
Sau b chỉ ở danh từ giống trung. Ví dụ: bábätko (em nhỏ).
Sau m ở danh từ, tính từ, động từ, tiểu từ và phó từ. Ví dụ: mäso (thịt), mäkký (mềm), mätiem (làm ai nhầm lẫn), najmä (chính ra).
Sau p ở danh từ, tính từ, động từ, số từ, phó từ. Ví dụ: päsť (nắm đấm), napätý (căng thẳng), opätovať (trả đũa), pätina (một phần năm), opäť (lại lần nữa).
Sau v ở danh từ, tính từ, động từ, số từ, phó từ. Ví dụ: zväz (hội hiệp), väčší (to hơn), nadvädzovať (kế tục), deväť (số chín), zväčša (đa phần).

### Quy tắc viết I ngắn, Y dài
Quy tắc viết i/í và y/ý là một vấn đề rất được quan tâm trong chính tả Slovak.
Quy tắc viết i/í: 
- viết sau các phụ âm mềm ď, ť, ň, ľ, č, dž, š, ž, c, dz, j trong nhân từ thuần Slovak, đồng thời bỏ các dấu mềm sau các phụ âm ď, ť, ň, ľ khi viết. Ví dụ: divadlo- nhà hát, ticho- yên lặng, cibuľa- hành, cítiť- cảm nhận, nízko- thấp, odlíšiť- khác biệt.
- viết sau các phụ âm cứng trong các từ tượng thanh. Ví dụ: tik-tak (tiếng đồng hồ), chichotať sa- cười khúc khích.
- viết sau các từ nhập ngoại. Ví dụ: tiger- con hổ, titul- chức danh, partizán- du kích.
Quy tắc viết y/ý: sau các phụ âm cứng d, t, n, l, k, g, h, ch trong nhân từ thuần Slovak. Ví dụ: 
- sau d: vtedy- khi đó, dýchať- thở, dýka- dao, dym- khói
- sau t: ty- bạn, tyč- gậy, tykať si- xưng hô thân mật, týkať sa- liên quan đến
- sau l: lýtko- trái chân, lyžica- thìa, mlyn- cối xay, plyn- chất khí, plytký- cạn
- sau k: kýchať- hắt hơi, kysnuť- lên chua, kyslý- chua, kytica- lẵng hoa, kývať- vẫy
- sau g: gymnázium- trường cấp ba; gitara- đàn gita
- sau h: hydina- gia cầm, hynúť- chết, pohyb- chuyển động
- sau ch: chybiť- làm lỗi, chýbať- vắng mặt, odchýliť- lệch, chytrý- nhanh trí
Các từ chọn: y/ý chỉ được viết sau các phụ âm thường b, m, p, r, s, v, z, f trong các từ chọn.
- sau b: by, aby, byľ, bystrý, Bystrica, Bytča, byť (tồn tại), nábytok, bývať, byt, bydlisko, príbytok, dobytok, kobyla, obyčaj, býk, bylina, bydlo (chỗ ở), dobyť (chiếm), odbyt, byvol, bytosť, bývalý, úbytok, prebytok, zbytočný
- sau m: my, mykať sa, mýliť sa, myslieť, myšlienka, myseľ, umývať sa, mydlo, myš, šmýkať sa, hmyz, žmýkať, priemysel, Myjava, mýto, mys, zamykať, pomykov, hmýriť sa, šmyk, priesmyk, omyl, zmysel, pomyje
- sau p: pýcha, pýtať sa, pýr, kopyto, prepych, pysk (mỏ), pykať, pýšiť sa, pytliak, dopyt, zapýriť sa, pyré, pyžamo, pytač
- sau r: ryba, rýchly, ryť, rýpať, hrýzť, kryť, skryť, koryto, korytnačka, strýc, ryčať, ryža, bryndza, rys, rysovať, Korytnica, rýdzi, rýdzik, brýzgať, rytier, trýzniť, rým, ryha, kryha, poryv, úryvok, Torysa, ryšavý, prýštiť, trysk, kryštál, rýľ, rytmus
- sau s: syn, syr, sýty, sypať, syseľ, syčať, sýkorka, sychravý, vysychať, osýpky, sypký, sykať
- sau v: vysoký, zvyk, vy, vykať, výr (con cú), výskať, vyť (rú), vy (tiền tố), vyžla, vydra, vyhňa, výsosť, zvyšok, výskyt, výživa, výťah, vyučovanie, výpočet, výraz, vyrážka, výskum, výstava
- sau z: jazyk, nazývať sa, ozývať, prezývať, vyzývať, pozývať, vzývať
(phần này không bao gồm các nguyên tắc chính tả không mang đặc trưng riêng của tiếng Slovak)

## Hình thái từ

### Danh từ
Danh từ tiếng Slovak (podstatné mená, substantíva) là những từ đủ nghĩa, biến dạng dùng để chỉ người, thú, vật, thực vật, tính chất, sự việc, nội trạng. Danh từ được chia thành nhiều nhóm theo nhiều góc độ:
Phân chia 1
- danh từ cụ thể (konkrétne podstatné meno)- chỉ người, thú, vật
- danh từ trừu tượng (abstraktné podstatné meno)- chỉ sự việc, sự vật trừu tượng

Phân chia 2
- danh từ sinh (životné podstatné meno)
  - danh từ chỉ người (osobné podstatné meno)
  - danh từ chỉ thú (neosobné životné podstatné meno)
- danh từ vô sinh (neživotné podstatné meno) là các danh từ còn lại

Phân chia 3
- danh từ chung (všeobecné podstatné meno)
- danh từ riêng (vlastné podstatné meno)

Phân chia đặc biệt
- danh từ lĩnh vực (hromadné podstatné meno): zverina (thú vật), školstvo (giáo dục), lístie (lá cây)
- danh từ chất (látkové podstatné meno): zlato (vàng), múka (bột), hudba (nhạc)
- danh từ nhóm (skupinové podstatné meno): párky (xúc xích), vlasy (tóc), zápalky (diêm)
- danh từ chỉ ở dạng số nhiều (pomnožné podstatné meno): hodinky (đồng hồ), dvere (cửa), Tatry (tên dãy núi Tatry)

#### Giống đực
Danh từ giống đực (mužský rod) trong tiếng Slovak có các từ làm mẫu: chlap (anh thanh niên), hrdina (người anh hùng), dub (cây sồi), stroj (máy), kuli (culi). Các danh từ giống đực khác được chia theo các từ mẫu này, ngoại trừ các từ đặc biệt.
- Các danh từ giống đực chia theo mẫu từ chlap
  1. Các danh từ sinh, giống đực ở số ít và nguyên cách có chữ cái cuối là phụ âm hay nguyên âm o. Ví dụ: učiteľ (thầy giáo), herec (nghệ sĩ), človek (người), dedo (ông già), ujo (ông bác).
  2. Các danh từ giống đực chỉ thú vật ở số ít. Ví dụ: holub (chim câu), jež (con nhím); nhưng ở số nhiều holub (chim câu) chia theo mẫu dub, jež (con nhím) chia theo mẫu stroj.
  3. Các danh từ giống đực sinh, nhập ngoại ở số ít và nguyên cách có chữ cái cuối là e lặng (nuốt âm, không phát âm), es, ó, u, us. Ví dụ: Verne, Herkules, Szántó, Landau, Zeus;
- Các danh từ giống đực chia theo mẫu hrdina
  1. Các danh từ giống đực kết thúc bằng nguyên âm a ở nguyên cách, số ít được chia theo từ mẫu hrdina. Ví dụ: kolega (đồng nghiệp), správca (người quản lý).
  2. Họ của đàn ông người Slovak kết thúc bằng nguyên âm o (như các họ Bučko, Hečko, Jacko) chia theo cả hai kiểu chlap hay hrdina.
- Các danh từ giống đực chia theo mẫu dub
  1. Các danh từ giống đực, vô sinh ở nguyên cách, số ít kết thúc bằng phụ âm cứng hay phụ âm mềm. Ví dụ: vlak- tàu hỏa, stôl- cái bàn, dym- khói, skok- cú nhảy, podiel- thành phần.
  2. Các danh từ giống đực nhập ngoại ở nguyên cách, số ít kết thúc bằng um, on, ón. Ví dụ: dátum- ngày tháng, Centrum- Trung tâm, protón- proton.
  3. Ở thuộc cách, số ít các giống đực có hậu tố a. Riêng các danh từ giống đực trừu tượng được tọa ra từ các động từ, các danh từ kết thúc bằng g, h, ch, k, các từ chỉ chất liệu, danh từ chỉ thể loại, danh từ nhập ngoại kết thúc bằng um, on, ón có hậu tố u.
  4. Ở vị cách, số ít các giống đực có hậu tố e. Riêng các từ kết thúc bằng g, h, ch, k sẽ có đuôi u, kết thúc bằng l, r sẽ mang hậu tố i.
- Các danh từ giống đực chia theo mẫu stroj
  1. Các danh từ giống đực, vô sinh ở nguyên cách, số ít kết thúc bằng phụ âm mền. Ví dụ: deň- ngày, meč- thanh kiếm, nôž- con dao, roj- đàn, žiaľ- nỗi buồn.
  2. Các danh từ giống đực, chỉ ở dạng số nhiều kết thúc bằng e.
- Các danh từ giống đực chia theo mẫu kuli là các danh từ chung, tên riêng hay họ nhập ngoại kết thúc bằng i, í, y, e, é,, ě, ä, ö, ő. Ví dụ: abbé, Thai, Jenő.

Bảng biến cách danh từ giống đực
| Mẫu từ:                 | chlap    | chlap    | hrdina   | hrdina    | dub   | dub      | stroj   | stroj    | kuli   | kuli     |
| Số:                     | ố ít     | số nhiều | số ít    | số nhiều  | ố ít  | số nhiều | số ít   | số nhiều | số ít  | số nhiều |
| Nguyên cách- Nominatív  | chlap    | chlapi   | hrdina   | hrdinovia | dub   | duby     | stroj   | stroje   | kuli   | kuliovia |
| Thuộc cách- Genitív     | chlapa   | chlapov  | hrdinu   | hrdinov   | duba  | dubov    | stroja  | strojov  | kuliho | kuliov   |
| Tặng cách- Datív        | chlapovi | chlapom  | hrdinovi | hrdinom   | dubu  | dubom    | stroju  | strojom  | kulimu | kuliom   |
| Đối cách- Akuzatív      | chlapa   | chlapov  | hrdinu   | hrdinov   | dub   | duby     | stroj   | stroje   | kuliho | kuliov   |
| Vị cách- Lokál          | chlapovi | chlapoch | hrdinovi | hrdinoch  | dube  | duboch   | stroji  | strojoch | kulim  | kulioch  |
| Dụng cách- Instrumentál | chlapom  | chlapmi  | hrdinom  | hrdinami  | dubom | dubmi    | strojom | strojmi  | kulim  | kuliami  |

"Kuli" là từ nhập ngoại mới của tiếng Slovak sau cách mạng nhung, được dùng làm từ mẫu mới cho các giống từ giống đực nhập ngoại.

#### Giống cái
Danh từ giống cái (ženský rod) trong tiếng Slovak có các từ làm mẫu: žena- người đàn bà, ulica- đường phố, dlaň- bàn tay, kosť- xương, gazdiná- bà chủ nhà
Bảng biến cách danh từ giống cái
| Mẫu từ:                 | žena  | žena     | ulica  | ulica    | dlaň   | dlaň     | kosť   | kosť     | gazdiná  | gazdiná   |
| Số:                     | số ít | số nhiều | số ít  | số nhiều | số ít  | số nhiều | số ít  | số nhiều | số ít    | số nhiều  |
| Nguyên cách- Nominatív  | žena  | ženy     | ulica  | ulice    | dlaň   | dlane    | kosť   | kosti    | gazdiná  | gazdiné   |
| Hữu cách- Genitív       | ženy  | žien     | ulice  | ulíc     | dlane  | dlaní    | kosti  | kostí    | gazdinej | gazdín    |
| Tặng cách- Datív        | žene  | ženám    | ulici  | uliciam  | dlani  | dlaniam  | kosti  | kostiam  | gazdinej | gazdinám  |
| Đối cách- Akuzatív      | ženu  | ženy     | ulicu  | ulice    | dlaň   | dlane    | kosť   | kosti    | gazdinú  | gazdiné   |
| Vị cách- Lokál          | žene  | ženách   | ulici  | uliciach | dlani  | dlaniach | kosti  | kostiach | gazdinej | gazdinách |
| Dụng cách- Instrumentál | ženou | ženami   | ulicou | ulicami  | dlaňou | dlaňami  | kosťou | kosťami  | gazdinou | gazdinami |

#### Giống trung
Danh từ giống trung (stredný rod)

## Người Việt tại Slovakia
Phần lớn người Việt ở Slovakia (tổng số trên dưới 3000 người) dùng tiếng Slovak ở mức độ thấp. Các cựu lưu học sinh (sinh viên, nghiên cứu sinh, học sinh các trường học nghề) sử dụng tốt tiếng Slovak tốt chỉ ở số lượng nhỏ. Tỉ lệ người gốc Việt tại Slovakia thông thạo tiếng Slovak tăng lên do các thế hệ tiếp theo đã theo học các trường ở nước sở tại.